# Break It Up (Scooter)
Break It Up è un singolo del gruppo musicale tedesco Scooter, pubblicato nel 1996 ed estratto dall'album Wicked!.

## Tracce
- CD Maxi

1. Break It Up – 3:38
2. Break It Up (Unplugged) – 3:36
3. Wednesday (Kontor Mix) – 6:52